# Sacramenia
Sacramenia es un municipio y localidad española de la provincia de Segovia, en la comunidad autónoma de Castilla y León. Cuenta con una población de 330 habitantes (INE 2024).
Pertenece a la Comunidad de Villa y Tierra de Fuentidueña. En el término municipal se halla el Monasterio de Santa María la Real, cuyo claustro fue vendido en 1925 al magnate de la prensa norteamericana y coleccionista de obras de arte William Randolph Hearst y se exhibe en Florida como Monasterio Español de Sacramenia. En su término municipal se encuentran los despoblados de Aldea Falcón, Granja de Santa Ana, Granja de San Juan y San Bernardo.

## Geografía

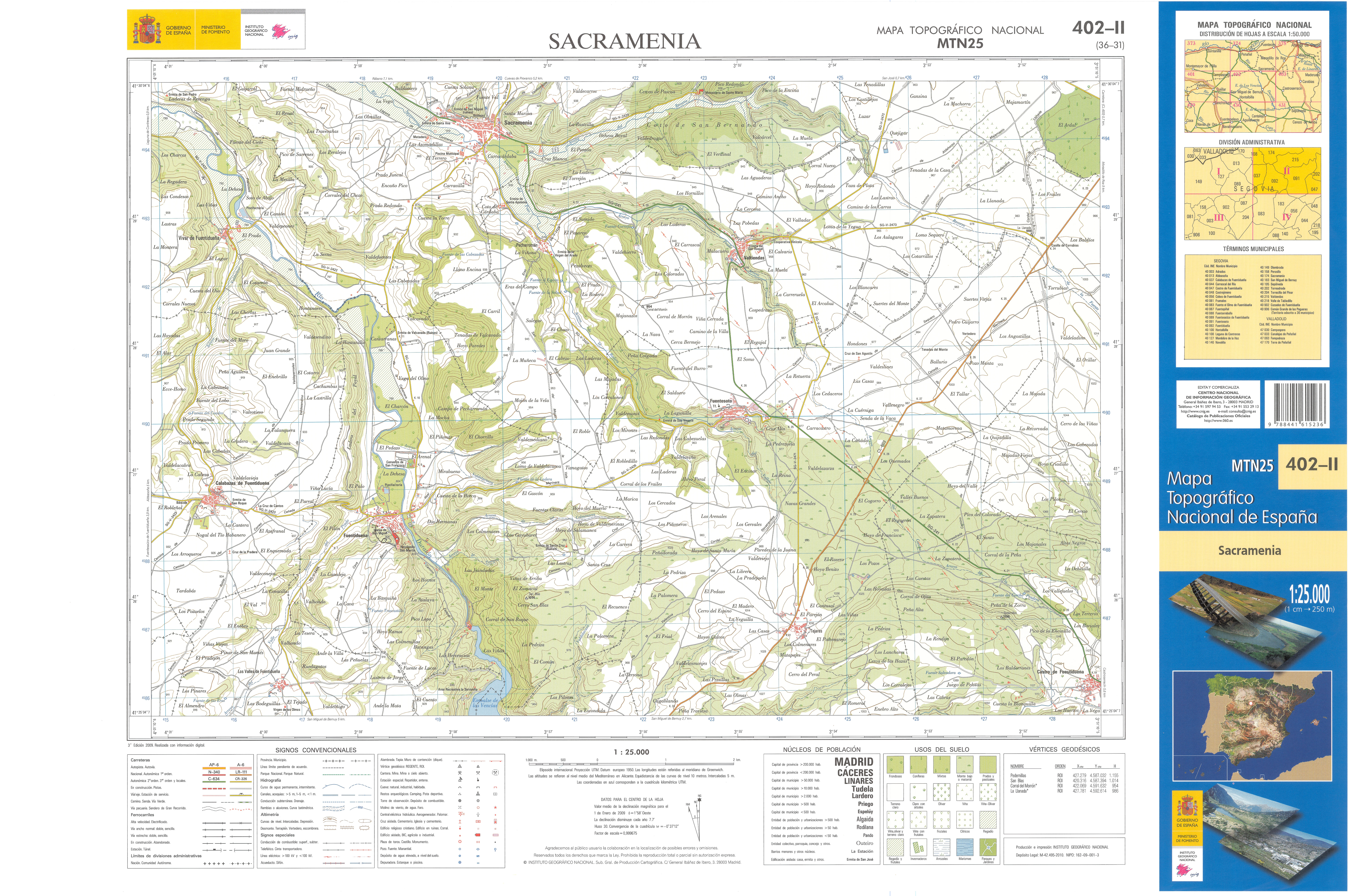
Fragmento de la hoja 402 del Mapa Topográfico Nacional de España de 2009 en el que se representa parte de Sacramenia

La localidad de Sacramenia se encuentra situada en la zona central de la península ibérica, en el extremo norte de la provincia de Segovia, tiene una superficie de 44,48 km², y sus coordenadas son 41°30′00″N 3°57′00″O / 41.50000, -3.95000.
| Noroeste: Rábano              | Norte: Cuevas de Provanco | Noreste: Valdezate  |
| Oeste: Laguna de Contreras    |                           | Este: Valtiendas    |
| Suroeste: Laguna de Contreras | Sur: Fuentidueña          | Sureste: Valtiendas |

### Clima
El clima de Sacramenia es mediterráneo continentalizado, como consecuencia de la elevada altitud y su alejamiento de la costa, sus principales características son:
- La temperatura media anual es de 11,50 °C con una importante oscilación térmica entre el día y la noche que puede superar los 20 °C. Los inviernos son largos y fríos, con frecuentes nieblas y heladas, mientras que los veranos son cortos y calurosos, con máximas en torno a los 30 °C, pero mínimas frescas, superando ligeramente los 13 °C. El refrán castellano "Nueve meses de invierno y tres de infierno" lo caracteriza a la perfección.
- Las precipitaciones anuales son escasas (514,10 mm) pero se distribuyen de manera relativamente equilibrada a lo largo del año excepto en el verano que es la estación más seca (82,20 mm). Las montañas que delimitan la meseta retienen los vientos y las lluvias, excepto por el oeste, donde la ausencia de grandes montañas abre un pasillo al océano Atlántico por el que penetran la mayoría de las precipitaciones que llegan a Sacramenia.

| Precipitaciones por estación (mm) |        |        |          |        |
| Primavera                         | Verano | Otoño  | Invierno | TOTAL  |
| 149,40                            | 82,20  | 141,10 | 141,40   | 514,10 |

En la clasificación climática de Köppen se corresponde con un clima Csb (oceánico mediterráneo), una transición entre el Csa (mediterráneo) y el Cfb (oceánico) producto de la altitud. A diferencia del mediterráneo presenta un verano más suave, pero al contrario que en el oceánico hay una estación seca en los meses más cálidos.
| Parámetros climáticos promedio de San Miguel de Bernuy en el periodo 1961-2003 | Parámetros climáticos promedio de San Miguel de Bernuy en el periodo 1961-2003 | Parámetros climáticos promedio de San Miguel de Bernuy en el periodo 1961-2003 | Parámetros climáticos promedio de San Miguel de Bernuy en el periodo 1961-2003 | Parámetros climáticos promedio de San Miguel de Bernuy en el periodo 1961-2003 | Parámetros climáticos promedio de San Miguel de Bernuy en el periodo 1961-2003 | Parámetros climáticos promedio de San Miguel de Bernuy en el periodo 1961-2003 | Parámetros climáticos promedio de San Miguel de Bernuy en el periodo 1961-2003 | Parámetros climáticos promedio de San Miguel de Bernuy en el periodo 1961-2003 | Parámetros climáticos promedio de San Miguel de Bernuy en el periodo 1961-2003 | Parámetros climáticos promedio de San Miguel de Bernuy en el periodo 1961-2003 | Parámetros climáticos promedio de San Miguel de Bernuy en el periodo 1961-2003 | Parámetros climáticos promedio de San Miguel de Bernuy en el periodo 1961-2003 | Parámetros climáticos promedio de San Miguel de Bernuy en el periodo 1961-2003 |
| Mes | Ene.                                                                           | Feb.                                                                           | Mar.                                                                           | Abr.                                                                           | May.                                                                           | Jun.                                                                           | Jul.                                                                           | Ago.                                                                           | Sep.                                                                           | Oct.                                                                           | Nov.                                                                           | Dic.                                                                           | Anual                                                                          |
| --- | ------------------------------------------------------------------------------ | ------------------------------------------------------------------------------ | ------------------------------------------------------------------------------ | ------------------------------------------------------------------------------ | ------------------------------------------------------------------------------ | ------------------------------------------------------------------------------ | ------------------------------------------------------------------------------ | ------------------------------------------------------------------------------ | ------------------------------------------------------------------------------ | ------------------------------------------------------------------------------ | ------------------------------------------------------------------------------ | ------------------------------------------------------------------------------ | ------------------------------------------------------------------------------ |
| Temp. media (°C) | 3.40                                                                           | 5.00                                                                           | 8.10                                                                           | 9.20                                                                           | 13.80                                                                          | 17.80                                                                          | 20.90                                                                          | 20.90                                                                          | 16.20                                                                          | 11.60                                                                          | 6.80                                                                           | 4.30                                                                           | 11.50                                                                          |
| Precipitación total (mm) | 50.90                                                                          | 42.00                                                                          | 38.20                                                                          | 51.80                                                                          | 59.40                                                                          | 42.80                                                                          | 22.60                                                                          | 16.80                                                                          | 33.60                                                                          | 50.20                                                                          | 57.30                                                                          | 48.60                                                                          | 514.10                                                                         |
| Fuente: Ministerio de Agricultura, Alimentación y Medio Ambiente. Datos de precipitación para el periodo 1961-2003 y de temperatura para el periodo 1987-2003 en San Miguel de Bernuy 4 de octubre de 2012 |                                                                                |                                                                                |                                                                                |                                                                                |                                                                                |                                                                                |                                                                                |                                                                                |                                                                                |                                                                                |                                                                                |                                                                                |                                                                                |

La inversión térmica es frecuente en Sacramenia, especialmente en invierno, en situaciones anticiclónicas fuertes que impiden el ascenso del aire y concentran la poca humedad en el valle, dando lugar a nieblas persistentes y heladas. Este fenómeno finaliza cuando al calentarse el aire que está en contacto con el suelo se restablece la circulación normal en la troposfera; suele ser cuestión de horas, pero en condiciones meteorológicas desfavorables la inversión puede persistir durante días.

## Historia

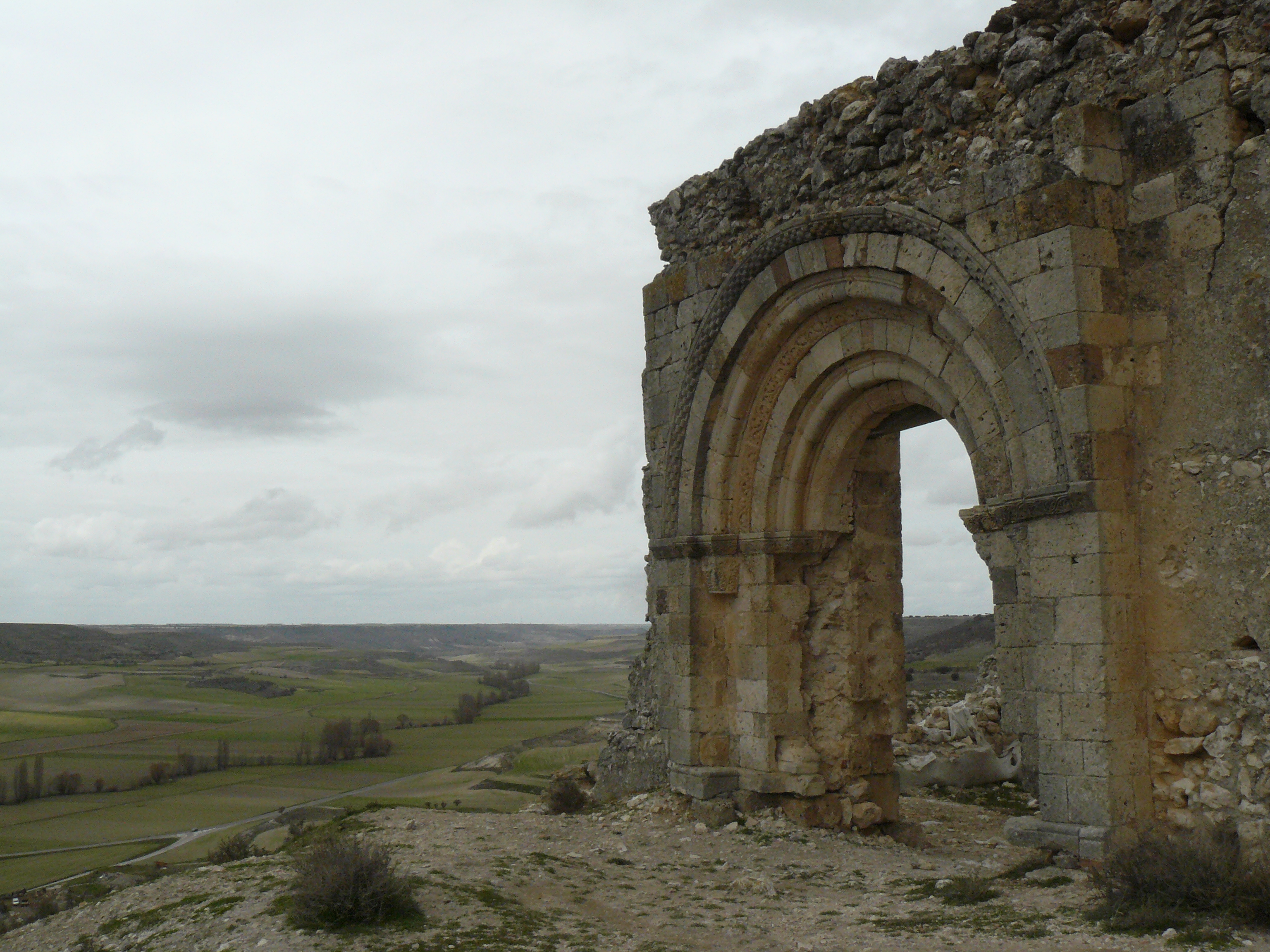
Vista de la portada de las ruinas de la ermita románica de San Miguel, en el cerro que domina Sacramenia

1 de mayo de 937. Fernán González, conde de Castilla, dona el cercano monasterio de Santa María de Cárdaba al monasterio de San Pedro de Arlanza.
25 de noviembre de 979. Los presbíteros Mantril y Adriano ceden a Covarrubias sus bienes en Sacramenia.
Año 983. La campaña de Almanzor alcanza a Sacramenia.
9 de abril de 1123. El papa Calixto II expide en Letrán una bula confirmando a Sacramenia en el episcopado segoviano.
Año 1147. Alfonso VII concede a los monjes de Sacramenia permiso para que sus rebaños pasten en los montes de realengo. Igualmente dona al monasterio sernas en Aldea Falcón (hoy despoblado), Fuentidueña y Río Milanos y en el propio Sacramenia.
Año 1172. Fernando II de León dicta "damosles que los ganados de dicho monasterio que pastan portodos nuestros reinos, salvos e seguros, e mandamos que anden y pasten en los montes e pinares e prados e pastos e enebrales e sierras de nuestras villas de Sepúlveda, Fuentidueña e Cuéllar, guardando pan e vino e dehesas adehesadas". También Alfonso VIII de Castilla confirma los bienes de Sacramenia.
Año 1174. Alfonso VIII concede al monasterio posesiones en Aldea Falcón y Fuentidueña.
La Ermita de San Miguel fue reconstruida en su totalidad en 2015.

## Demografía
El municipio, que tiene una superficie de 44,48 km², cuenta con una población de 330 habitantes (INE 2024) y una densidad de 8,61 hab./km².
La población de Sacramenia ha ido experimentando un importante descenso desde hace años debido al éxodo rural, especialmente significativo fue el periodo de 1960 a 1980, en que se redujo a menos de la mitad su número de habitantes debido a la emigración hacia las grandes ciudades, especialmente Madrid y Valladolid, sin embargo, a partir de los años ochenta, este descenso se desacelera debido principalmente a la reducción del ritmo migratorio.
| Gráfica de evolución demográfica de Sacramenia entre 1828 y 2021 |
| |
| Población según el Diccionario geográfico-estadístico de España y Portugal de Sebastián Miñano. Población de derecho según los censos de población del INE. Población de hecho según los censos de población del INE.En 1970 crece el término del municipio porque incorpora a Cuevas de Provanco. En 1989 disminuye el término del municipio porque independiza a Cuevas de Provanco. |

## Administración y política
| Periodo   | Nombre                               | Partido |
| --------- | ------------------------------------ | ------- |

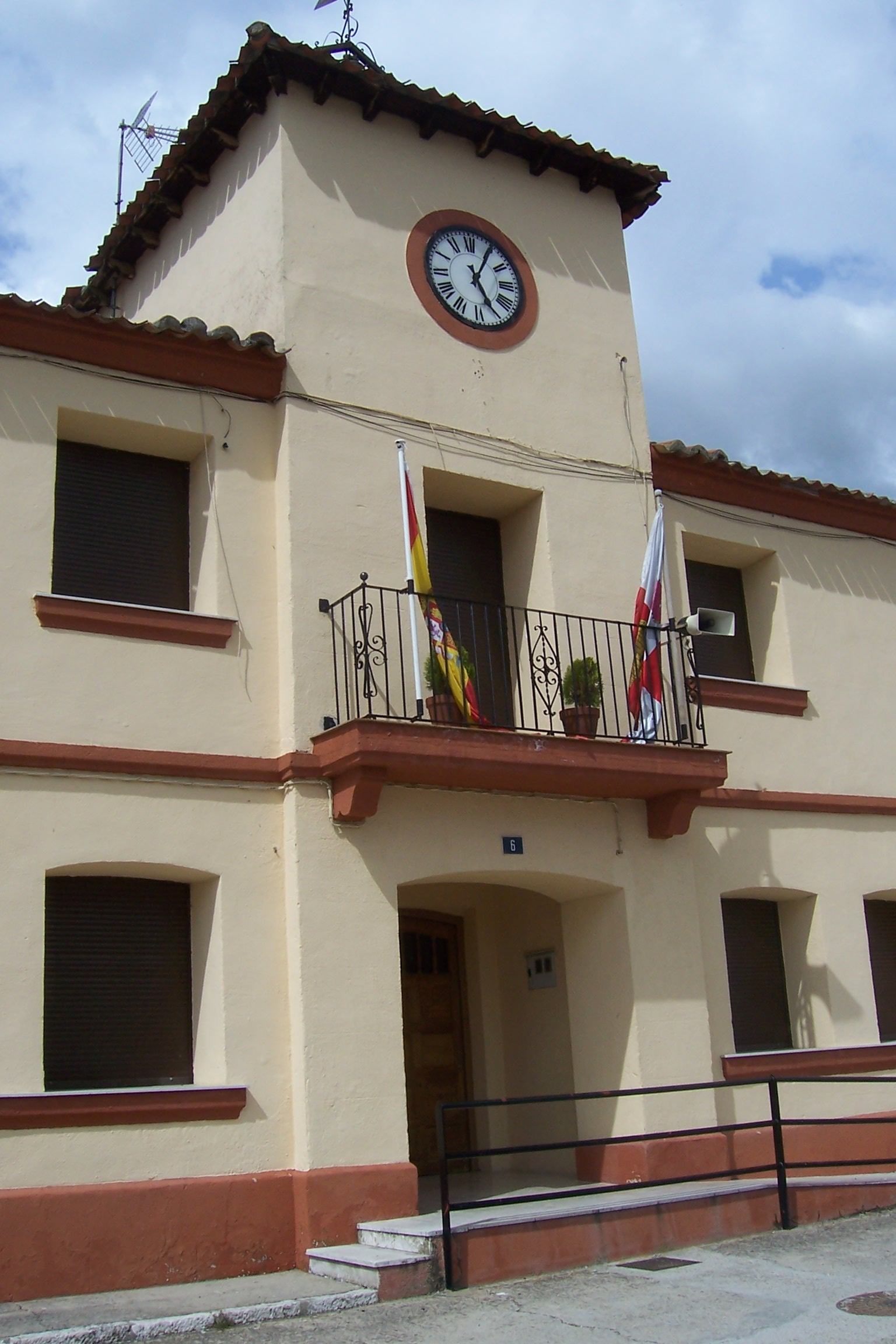
Casa consistorial

| 1979-1983 | Carlos Eugenio Colorado de la Fuente | UCD     |
| 1983-1987 | Celestino Melero González            | CDS     |
| 1987-1991 | Claudio Lázaro González              | AP      |
| 1991-1995 | Claudio Lázaro González              | PP      |
| 1995-1999 | Claudio Lázaro González              | PP      |
| 1999-2003 | Claudio Lázaro González              | PP      |
| 2003-2007 | Longinos Corral Lázaro               | PP      |
| 2007-2011 | Longinos Corral Lázaro               | PP      |
| 2011-2015 | Juan Carlos Muñoz-Reja Serrano       | PP      |
| 2015-2019 | Juan Carlos Muñoz-Reja Serrano       | PP      |
| 2019-2023 | Carlos Pascual Bastardo              | PP      |
| 2023-act. | Luz María Lázaro Hernanz             | PP      |

## Patrimonio
- Iglesia de Santa Marina;
- Iglesia o ermita de San Miguel;
- Iglesia de San Martín;
- Ermita de Santa Ana;
- Ermita de San Martín;
- Iglesia de Santa María la Real de Sacramenia (Coto de San Bernardo).
- La Fuente Vieja;